# The Room
The Room là một bộ phim điện ảnh chính kịch độc lập của Mỹ năm 2003, do Tommy Wiseau viết kịch bản, sản xuất và đạo diễn, đồng thời thủ vai nam chính cùng với Juliette Danielle và Greg Sestero. Phim có nội dung xoay quanh mối tình tay ba đầy kịch tính giữa Johnny – một nhân viên ngân hàng tốt bụng, cùng vị hôn thê gian xảo Lisa và người bạn thân đầy mâu thuẫn Mark. Bộ phim được cho là mang tính chất bán tự truyện. Theo Wiseau, tiêu đề phim nhằm ám chỉ tới việc một căn phòng bình thường có thể trở thành nơi diễn ra cả những hành động tốt đẹp lẫn xấu xa. Vở kịch nguyên tác của bộ phim cũng có tên gọi như vậy do nhiều sự kiện trong đó chỉ diễn ra tại một căn phòng duy nhất.
Quá trình quay phim chính của dự án diễn ra trong khoảng bốn tháng, chủ yếu tại Los Angeles. Wiseau đã nảy sinh nhiều mâu thuẫn với đoàn làm phim trong quá trình ghi hình; giữa giám sát kịch bản Sandy Schklair và Wiseau cũng xảy ra tranh chấp khi Schklair là người chịu trách nhiệm chỉ đạo nhiều cảnh quay nhưng Wiseau lại từ chối đề tên ông dưới vai trò đạo diễn. Phần nhạc phim do nhà soạn nhạc Mladen Milicevic sáng tác. Tại thời điểm phát hành, The Room đã bị nhiều nhà phê bình chỉ trích và gọi là "bộ phim tệ nhất trong lịch sử". Một phó giáo sư nghiên cứu về điện ảnh thậm chí gọi phim là kiệt tác điện ảnh của phim dở, hay "Citizen Kane của phim dở". Dù vậy, sau các suất chiếu giới hạn tại một rạp chiếu chọn lọc ở California, một nhà làm phim đã nhận ra tính giải trí của tác phẩm và giới thiệu nhiều bạn bè đến xem; cùng việc phim xuất hiện trong chương trình hài kịch Tim and Eric Awesome Show, Great Job! đã giúp cho The Room nhanh chóng trở nên nổi tiếng và thu hút được một lượng lớn khán giả trung thành. Phim sau đó được xếp vào hàng "phim cult" và trở thành tác phẩm đi vào lịch sử dòng phim điện ảnh hạng B.
The Disaster Artist, cuốn hồi ký của Sestero và Tom Bissell nói về hậu trường thực hiện The Room đã được xuất bản vào năm 2013. Một bộ phim cùng tên, dựa trên cuốn sách do James Franco làm đạo diễn kiêm thể hiện vai nam chính, cũng công chiếu vào ngày 1 tháng 12 năm 2017. Cả cuốn sách lẫn bộ phim đều nhận được nhiều lời tán dương từ khán giả và giới chuyên môn, đồng thời thu về vô số giải thưởng và đề cử tại các liên hoan phim quốc tế. Một bản remake từ tác phẩm, có sự góp mặt của Bob Odenkirk, dự định sẽ phát hành nhân kỷ niệm 20 năm ngày The Room ra rạp.

## Nội dung
Johnny là nhân viên ngân hàng thành đạt, sống trong một ngôi nhà mặt phố ở San Francisco cùng vị hôn thê Lisa. Lisa đã trở nên chán ngấy mối quan hệ này; cô quyến rũ người bạn thân nhất của Johnny, Mark, và cả hai bắt đầu mối quan hệ bí mật. Sau khi nghe lén Lisa thú nhận việc ngoại tình với mẹ vợ tương lai, Johnny đã gắn máy ghi âm vào điện thoại bàn để cố gắng xác định người cô vụng trộm sau lưng.
Denny là một cậu sinh viên trẻ tuổi, được Johnny hỗ trợ về tài chính rất nhiều nên coi anh và Lisa như cha mẹ mình. Denny tỏ ra thích Lisa và bày tỏ với Johnny, nhưng Johnny đã thuyết phục cậu theo đuổi một cô bạn cùng lớp khác. Một ngày, Denny có dính dáng tới tên buôn ma túy Chris-R, cậu bị hắn đe dọa bắn chết. May thay, Johnny và Mark xuất hiện đúng lúc, tóm gọn Chris-R đưa lên đồn cảnh sát.
Khi Lisa vu khống Johnny đã đánh đập cô, anh trở nên chán nản và nhờ Mark với Peter, một nhà tâm lý học, tư vấn. Mark tâm sự với Peter trên sân thượng rằng anh cảm thấy tội lỗi về mối quan hệ của mình. Khi Peter đoán rằng mối quan hệ này là với Lisa, Mark suýt đẩy Peter ngã khỏi lan can, nhưng cả hai nhanh chóng làm hòa trở lại.
Tại một tiệc sinh nhật bất ngờ dành cho Johnny, người bạn Steven của anh bắt gặp Lisa hôn Mark trong khi những vị khách khác bên ngoài bàn tán về mối tình lén lút giữa họ. Để đánh lạc hướng Johnny, Lisa đã nói dối mọi người rằng cả hai đang mong chờ một đứa con. Vào cuối buổi tiệc, Lisa và Mark bất ngờ công khai chuyện ngoại tình, dẫn đến một cuộc ẩu đả giữa Mark và Johnny, đỉnh điểm là Johnny đuổi tất cả ra ngoài.
Johnny nhốt mình trong phòng tắm và mắng Lisa vì đã phản bội anh, khiến cô phải gọi cho Mark. Johnny lấy lại máy ghi âm mà anh đã gắn vào điện thoại và nghe được lời tán tỉnh của Lisa với Mark. Suy sụp hoàn toàn, anh tức giận phá hủy căn hộ trước khi cầm súng tự kết liễu đời mình. Mark, Lisa và Denny đến căn hộ cùng một lúc, phát hiện Johnny đã chết. Lisa nói với Mark rằng cuối cùng họ cũng được tự do bên nhau, nhưng anh tức giận khước từ cô vì cô lừa dối Johnny. Lisa bỏ đi còn Mark và Denny ngồi bên thi thể Johnny, đợi cảnh sát đến.

## Diễn viên
- Tommy Wiseau vai Johnny, một nhân viên ngân hàng thành đạt, người đã đính hôn với Lisa
- Juliette Danielle vai Lisa, vợ chưa cưới của Johnny, người có quan hệ tình cảm với Mark
- Greg Sestero vai Mark, bạn thân nhất của Johnny, người đang ngoại tình với Lisa
- Philip Haldiman vai Denny, hàng xóm của Johnny, là một sinh viên đại học trẻ được Johnny hỗ trợ cả về mặt tài chính lẫn tinh thần
- Carolyn Minnott vai Claudette, mẹ của Lisa
- Robyn Paris vai Michelle, bạn thân của Lisa
- Scott Holmes vai Mike, bạn trai của Michelle
- Dan Janjigian vai Chris-R, tay buôn ma túy đã đe dọa Denny
- Kyle Vogt vai Peter, nhà tâm lý học và là bạn của Mark và Johnny
- Greg Ellery vai Steven, một người bạn của Johnny và Lisa

## Sản xuất

### Phát triển
Tommy Wiseau ban đầu viết kịch bản The Room vào năm 2001 dưới dạng một vở kịch. Sau đó, ông chuyển thể vở kịch thành tiểu thuyết dài hơn 540 trang. Chán nản khi cuốn sách bị hầu hết các nhà xuất bản từ chối, Wiseau quyết định sẽ tự chuyển thể tác phẩm của mình thành phim điện ảnh để có thể tự do sáng tác theo ý muốn.
Wiseau đã giữ im lặng về cách mà ông kiếm được nguồn kinh phí sản xuất bộ phim, nhưng trong một bài phỏng vấn với tờ Entertainment Weekly, ông tiết lộ rằng nguồn tiền này lấy từ doanh thu nhập khẩu áo khoác da Hàn Quốc. Tuy nhiên theo cuốn hồi ký The Disaster Artist, Sestero lại cho rằng Wiseau có được nguồn tiền trên nhờ việc tích lũy tài sản từ kinh doanh và phát triển bất động sản ở Los Angeles và San Francisco, khoảng vài năm trước thời điểm phim đi vào sản xuất. Wiseau đã chi toàn bộ nguồn ngân sách tổng cộng 6 triệu USD cho The Room, trong đó bao gồm các khoản cho công tác sản xuất và tiếp thị. Wiseau cũng cho biết chi phí sản xuất bộ phim tương đối tốn kém vì nhiều thành viên trong đoàn đã phải thay thế đến hai lần. Nhưng theo Sestero, chính những quyết định sai lầm của Wiseau trong quá trình quay phim mới khiến ngân sách phim bị đội lên một cách không cần thiết. Wiseau đã xây dựng nhiều bối cảnh cho các phân cảnh vốn có thể quay ngay tại địa điểm thực, đồng thời mua nhiều thiết bị thừa thãi. Wiseau còn thường xuyên quên lời thoại khi diễn ở mỗi cảnh phim, dẫn đến việc một số cảnh đối thoại vốn chỉ kéo dài vài phút nhưng tốn đến hàng giờ hoặc thậm chí nhiều ngày mới có thể hoàn thành.
Theo Sestero và Greg Ellery, Wiseau đã thuê trường quay tại khu phim trường Birns & Sawyer và mua một "gói Đạo diễn Tập sự hoàn chỉnh" bao gồm hai máy quay phim và một máy quay HD. Dù vậy Wiseau luôn nhầm lẫn về sự khác biệt giữa định dạng phim 35mm và video độ nét cao. Ông muốn trở thành đạo diễn đầu tiên quay toàn bộ một bộ phim đồng thời ở cả hai định dạng, vậy nên ông đã quyết định sử dụng hai máy song song bằng cách lắp máy HD cạnh một máy quay phim 35mm; thiết bị này cần tới hai đội quay phim vận hành. Tuy nhiên, chỉ có bản phim 35mm được sử dụng trong lần chỉnh sửa cuối cùng trước khi phim ra rạp.

### Kịch bản
Kịch bản gốc của The Room dài hơn nhiều so với kịch bản được sử dụng và có một loạt các đoạn độc thoại tương đối dài dòng. Kịch bản này sau đó đã được các diễn viên cùng giám sát kịch bản Sandy Schklair biên tập lại trên phim trường nhằm loại bỏ những trường đoạn khó hiểu. Một diễn viên giấu tên đã nói với Entertainment Weekly rằng kịch bản chứa "những thứ chẳng thốt nổi nên lời. Tôi biết thật khó để có thể tưởng tượng ra những điều tồi tệ hơn [trong kịch bản], nhưng nó thực sự có". Wiseau ngoài ra còn nhất quyết yêu cầu các diễn viên phải thoại đúng như những gì được ghi trong phần kịch bản, dù vậy một số diễn viên đã lén biến tấu các đoạn ad libitum và những trường thoại này vẫn xuất hiện trong bản cắt cuối cùng của phim.
Lời thoại trong phim thường xuất hiện một số câu cửa miệng khó hiểu như: khi Johnny gặp ai đó, anh sẽ nói "Ồ, chào!" ("Oh, hi!") hoặc "Ồ, xin chào [tên nhân vật]!" ("Oh, hi [tên nhân vật]"); khi kết thúc cuộc trò chuyện, nhiều nhân vật thường nói "Đừng lo lắng về điều đó" ("Don't worry about it") và hầu hết các nhân vật nam trong phim đều thảo luận về sức hấp dẫn thể xác của Lisa, bao gồm cả một nhân vật không tên duy nhất xuất hiện trong phim với dòng thoại "Lisa đêm nay trông thật nóng bỏng" ("Lisa looks hot tonight"). Nhân vật Lisa trong phim cũng thường dừng các cuộc thảo luận về Johnny bằng cách nói "Tôi/Em/Chị không muốn nói về điều đó" ("I don't want to talk about it"). Mặc dù có rất nhiều đối thoại liên quan đến đám cưới sắp tới của Johnny và Lisa, nhưng hầu như các nhân vật chỉ sử dụng những từ như "chồng tương lai" hoặc "vợ tương lai" chứ không phải "hôn phu" hoặc "hôn thê" để nói về sự kiện này.
Trong The Disaster Artist, Sestero đã kể lại rằng Wiseau từng có ý định đưa vào bộ phim một mạch truyện phụ, trong đó nhân vật Johnny sẽ là một ma cà rồng; lý do bởi vì Wiseau có niềm đam mê với loài sinh vật này. Sestero cũng nhớ Wiseau đã yêu cầu đoàn làm phim phải nghĩ ra cách để thể hiện phân cảnh Johnny lái chiếc Mercedes-Benz bay qua bầu trời San Francisco, qua đó tiết lộ bản chất ma cà rồng của nhân vật.

### Tuyển vai

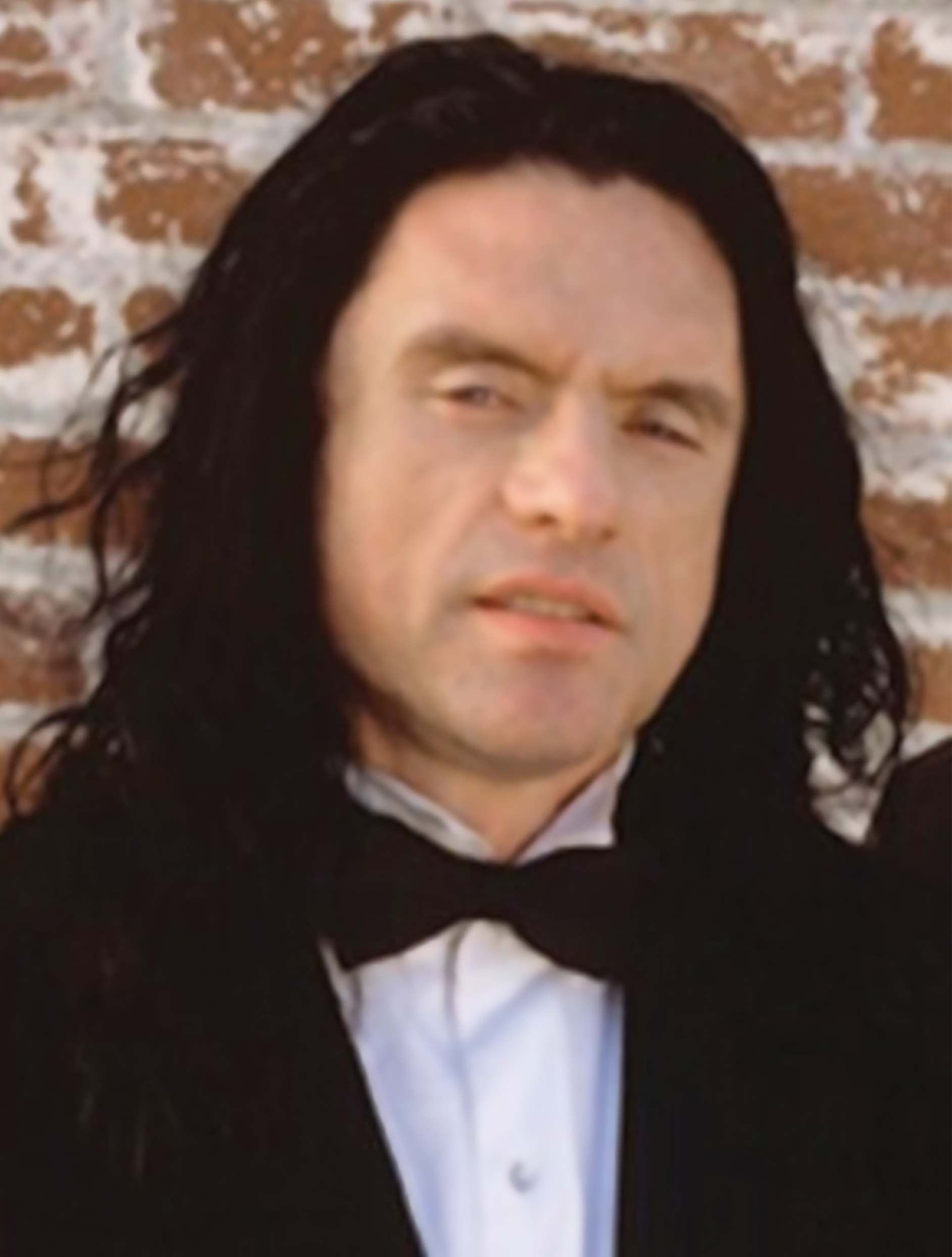
Tommy Wiseau trong một hình ảnh quảng cáo cho The Room với vai Johnny. Ngoài vai trò diễn viên chính trong phim, Wiseau còn là biên kịch, đạo diễn và nhà sản xuất chính.

Wiseau đã chọn và tuyển diễn viên từ hơn 5.000 ứng viên, mặc dù hầu hết những người này đều chưa từng tham gia một dự án điện ảnh nào. Sestero dù có kinh nghiệm làm phim hạn chế nhưng vẫn đồng ý tham gia vào đội ngũ sản xuất để giúp đỡ Wiseau, do Sestero và Wiseau đã là bạn bè một thời gian trước khi dự án bắt đầu thực hiện. Sestero cũng nhận lời vào vai "Mark" sau khi Wiseau sa thải diễn viên được tuyển chọn ban đầu ngay trong ngày đầu tiên ghi hình. Ở một số cảnh ân ái, Sestero đã phải mặc quần jean vì cảm thấy không thoải mái với bạn diễn.
Lúc biết tin mình được chọn vào vai chính trong The Room, Juliette Dannielle rất vui mừng và đã thông báo cho bạn bè biết. Để chuẩn bị cho vai diễn, Wiseau nói với cô rằng hãy xem phim Eyes Wide Shut để có thể hiểu rõ hơn về nhân vật. Dannielle sau đó đã ngồi nhà và tự viết ra thư tưởng tượng suy nghĩ của "Juliette" về từng nhân vật trong phim để nhập vai. Theo Greg Ellery, khi Juliette Danielle vừa mới bước xuống xe buýt từ Texas lúc phim mới bắt đầu khởi quay, cô đã rất sốc khi thấy Wiseau nhảy bổ tới và yêu cầu phải ngay lập tức bắt đầu diễn cảnh "ân ái" giữa hai người. Sestero sau đó đã phản đối việc này vì cho rằng những cảnh phim trên nên được thực hiện ở buổi quay cuối cùng. Wiseau cho biết Danielle ban đầu chỉ là một trong ba hoặc bốn ứng viên cho nhân vật Lisa, nhưng sau đó cô đã được lựa chọn khi nữ diễn viên ban đầu rời khỏi bộ phim. Cũng theo Sestero, nữ diễn viên ban đầu của phim là một phụ nữ Latinh đến từ quốc gia Nam Mỹ; và theo Danielle, người này có độ tuổi gần với tuổi của Wiseau và có giọng phương ngữ rất "ngẫu nhiên". Danielle từng được chọn vào vai Michelle, nhưng sau đó lại được giao vai Lisa khi nữ diễn viên ban đầu rời khỏi dự án vì cảm thấy "không phù hợp" với tính cách nhân vật. Danielle đã xác nhận rằng nhiều diễn viên từng bị sa thải khỏi dự án trước khi quá trình quay phim khởi động, trong đó có cả nữ diễn viên vốn được lựa chọn vào vai Michelle.
Kyle Vogt, người đóng vai Peter vào thời điểm quay phim, đã nói với đoàn làm phim rằng anh chỉ có thể dành một khoảng thời gian nhất định cho dự án; dù vậy, các cảnh quay có mặt anh đều chưa thực hiện xong xuôi khi khoảng thời gian giới hạn trên kết thúc. Mặc dù thực tế là nhân vật Peter sẽ đóng một vai trò quan trọng trong giai đoạn cao trào của kịch bản, Vogt đã quyết định rời khỏi dự án. Lời thoại của Peter trong nửa cuối phim sau đó được chuyển sang cho Ellery, một nhân vật mới xuất hiện nhưng chưa bao giờ thực sự được giới thiệu, lý giải hay gọi tên.

### Quay phim
Quá trình quay phim chính của bộ phim diễn ra trong khoảng bốn tháng. Các cảnh phim The Room được quay chủ yếu tại phim trường Birns & Sawyer ở Los Angeles, số khác thực hiện bởi tổ máy phụ ở San Francisco, California. Phân cảnh trên sân thượng cũng quay tại phim trường này, với toàn bộ khung hình San Francisco đã qua xử lý và chèn vào phần phông nền xanh trong khâu hậu kỳ sau đó. Một video hậu trường cho biết vài cảnh quay trên sân thượng được ghi hình từ trước vào tháng 8 năm 2002. Dự án chiêu mộ tổng cộng hơn 100 nhân sự, trong đó Wiseau cầm trịch với vai trò diễn viên, biên kịch, nhà sản xuất, đạo diễn kiêm giám đốc sản xuất của bộ phim. Hai giám đốc sản xuất khác cũng được đề tên là Chloe Lietzke và Drew Caffrey. Tuy nhiên theo Sestero, vì Lietzke vốn chỉ là gia sư tiếng Anh của Wiseau nên cô không hề có đóng góp nào cho tác phẩm; còn Caffrey, từng là cố vấn kinh doanh cho Wiseau, đã qua đời vào năm 1999.
Wiseau được cho là nảy sinh nhiều mâu thuẫn với ê-kíp trong quá trình quay phim và đã phải thay thế toàn bộ đoàn phim tới hai lần. Ông cũng giao nhiều nhiệm vụ – thường là những thứ không liên quan tới nhau – cho cùng một nhân sự trong đoàn, điều mà Sestero mô tả là "kẹp hai vai vào một người". Đây là nguyên nhân chính gây ra sự chậm trễ trong khâu ghi hình. Ngoài việc vào vai Mark, Sestero còn làm việc trong dự án dưới vai trò điều phối sản xuất, giúp sức trong công tác tuyển vai cũng như hỗ trợ Wiseau; Schklair đồng thời đảm nhiệm thêm cả vai trò trợ lý đạo diễn thứ nhất và Peter Anway, đại diện kinh doanh của Birns & Sawyer, đóng vai trò là một trợ lý khác của Wiseau. Wiseau thường xuyên quên lời thoại và cử chỉ diễn xuất, dẫn đến việc các cảnh quay phải ghi hình nhiều lần. Hầu hết phần thoại của Wiseau sau đó đã được lồng tiếng lại trong khâu hậu kỳ.

### Nhạc phim
Phần nhạc phim The Room do nhà soạn nhạc Mladen Milicevic – giáo sư âm nhạc tại trường Đại học Loyola Marymount – chịu trách nhiệm biên soạn. Biên tập hình ảnh và thiết kế âm thanh Eric Chase đã tiếp cận Milicevic để viết nhạc cho phim. Milicevic không có nhiều tương tác cá nhân với Wiseau trong quá trình sáng tác mà thông qua giao tiếp với Chase. Chase sẽ chuyển tiếp các giấy nhắn yêu cầu từ Wiseau cho Milicevic. Ông sau này cũng đảm nhiệm phần nhạc phim cho phim tài liệu Homeless America (2004) của Wiseau và Room Full of Spoon, một bộ phim tài liệu ra mắt năm 2016 nói về The Room.
Phần nhạc phim có tổng cộng bốn bài R&B tiết tấu chậm được chơi tại bốn trên số năm cảnh ân ái trong phim; duy có cảnh quan hệ tình dục bằng miệng giữa Michelle và Mike thì chỉ sử dụng nhạc nền không lời. Những bài hát trong các cảnh ân ái trên lần lượt là: "I Will" do Jarah Gibson trình bày, "Crazy" do Clint Gamboa trình bày, "Baby You and Me" do Gamboa và Bell Johnson thể hiện và "You're My Rose" do Kitra Williams hát. "You're My Rose" sau đó cũng được phát lại lần nữa trong cảnh danh đề của phim. Album nhạc phim với tựa đề The Room: Original Motion Picture Soundtrack đã phát hành chính thức bởi hãng thu âm TPW Records của Wiseau vào năm 2003.
Tất cả các ca khúc được viết bởi Mladen Milicevic, ngoại trừ các bài đã được chú thích bởi tác giả trong hàng.
| STT              | Nhan đề                                                        | Tác giả (ngoài)            | Thời lượng |
| ---------------- | -------------------------------------------------------------- | -------------------------- | ---------- |
| 1.               | "The Room"                                                     |                            | 2:14       |
| 2.               | "Red Dress"                                                    |                            | 1:09       |
| 3.               | "I Will (Kitra Williams, Jarah Gibson)"                        | Wayman Davis               | 3:28       |
| 4.               | "Lisa and Mark"                                                |                            | 1:30       |
| 5.               | "You're My Rose (Kitra Williams, Wayman Davis)"                | Kitra Williams             | 2:22       |
| 6.               | "Red Roses"                                                    |                            | 3:15       |
| 7.               | "Street"                                                       |                            | 0:53       |
| 8.               | "Life"                                                         |                            | 2:43       |
| 9.               | "Street Two"                                                   |                            | 1:05       |
| 10.              | "Crazy (Clint Gamboa, Wayman Davis)"                           | Clint Gamboa               | 2:52       |
| 11.              | "Chocolate is the symbol of love"                              |                            | 1:52       |
| 12.              | "Chris-R"                                                      |                            | 1:43       |
| 13.              | "Reason"                                                       |                            | 0:52       |
| 14.              | "Johnny Mark and Denny on the Roof"                            |                            | 1:09       |
| 15.              | "Lisa, Michelle, and Johnny"                                   |                            | 1:55       |
| 16.              | "Yes or No"                                                    |                            | 1:20       |
| 17.              | "I'll record everything"                                       |                            | 1:13       |
| 18.              | "XYZ""                                                         |                            | 1:05       |
| 19.              | "Mark and Peter"                                               |                            | 1:08       |
| 20.              | "Jogging"                                                      |                            | 1:36       |
| 21.              | "Baby You and Me (Kitra Williams, Clint Gamboa, Jarah Gibson)" | Clint Gamboa, Bell Johnson | 3:17       |
| 22.              | "Happy birthday, Johnny"                                       |                            | 1:36       |
| 23.              | "Lisa and Mark"                                                |                            | 0:52       |
| 24.              | "Fight During the Party"                                       |                            | 1:16       |
| 25.              | "Johnny in the Bathroom"                                       |                            | 1:42       |
| 26.              | "Tape Recorder"                                                |                            | 3:56       |
| 27.              | "Johnny Becomes Crazy"                                         |                            | 2:48       |
| 28.              | "Why? Why Johnny?"                                             |                            | 2:39       |
| 29.              | "Reflection (You're My Rose) (Kitra Williams, Wayman Davis)"   | Kitra Williams             | 2:42       |
| Tổng thời lượng: | Tổng thời lượng:                                               | Tổng thời lượng:           | 56:28      |

### Tranh chấp vai trò đạo diễn
Trong một bài viết của tạp chí Entertainment Weekly xuất bản ngày 11 tháng 2 năm 2011, Schklair cho biết ông muốn được ghi danh dưới vai trò là đạo diễn điện ảnh của The Room. Ông tiết lộ Wiseau do quá bận bịu với công việc diễn xuất nên đã không thể thực hiện phần chỉ đạo đạo diễn một cách chuẩn chỉnh. Chính Wiseau là người yêu cầu Schklair phải "chỉ dẫn cho diễn viên biết việc cần làm, hô "Diễn" hay "Cắt" cũng như cho bên quay phim biết cần lấy góc quay ở các cảnh quay như thế nào". Schklair ngoài ra xác nhận trong quá trình quay phim, Wiseau đã yêu cầu ông "đạo diễn cho bộ phim của mình", nhưng lại từ chối đề tên dưới vai trò đạo diễn.
Câu chuyện này sau đó cũng được Sestero và một nhân sự đoàn phim trong cuốn hồi ký The Disaster Artist xác nhận. Sestero cho biết Schklair đã chịu trách nhiệm thực hiện nhiều cảnh quay, trong đó có cả những cảnh quay có mặt Wiseau mà Wiseau không hề nhớ lời thoại hay tương tác đầy đủ với các bạn diễn. Anh còn đùa rằng yêu cầu ghi danh vai trò đạo diễn của Schklair cũng giống như việc "đòi xác thực mình là kỹ sư hàng không trưởng của Hindenburg", đồng thời cho biết Schklair đã rời đội ngũ sản xuất trước khi kết thúc quá trình quay phim chính để chuyển sang dự án phim ngắn Jumbo Girl với Janusz Kamiński là nhà quay phim. Tuy nhiên Wiseau sau đó đã bác bỏ những điều trên kèm lời giải thích: "Chà, chuyện này thật nực cười... bạn biết không? Tôi không biết nhưng có lẽ chỉ ở Mỹ mới có thể xảy ra những chuyện như thế này". Wiseau cũng ngụ ý rằng việc Schklair rời bỏ dự án ở giữa khâu quay phim chính là lý do khiến ông không được đề tên dưới vai trò đạo diễn.

## Phân tích

### Diễn giải, chủ đề và ảnh hưởng
Sestero từng đưa ra giả thiết rằng Wiseau xây dựng nhân vật trong phim dựa trên vai diễn Tom Ripley của Ngài Ripley tài ba vì có cảm xúc sâu sắc và sự đồng cảm với nhân vật. Đồng thời, Wiseau lấy ba nhân vật chính của tác phẩm này làm nguồn cảm hứng cho ba nhân vật chính của The Room. Sestero còn chỉ ra rằng nhân vật Mark vốn được đặt theo tên của Matt Damon – nam diễn viên thủ vai nhân vật Tom Ripley, tuy nhiên Wiseau đã nghe nhầm tên Matt thành Mark. Ngoài ra Wiseau cũng lấy nguồn cảm hứng từ các vở kịch của nhà soạn kịch Tennessee Williams, vốn chứa đựng nhiều phân cảnh xúc động mà Wiseau rất thích biểu diễn lúc còn đang theo học tại trường kịch. Nhiều ấn phẩm quảng cáo của The Room đã thể hiện sự tương quan rõ ràng với tác phẩm của nhà soạn kịch trên thông qua khẩu hiệu "Một bộ phim với niềm đam mê của Tennese Williams".
The Room được coi là bộ phim "bán tự truyện" vì dựa trên một số tình tiết có thật trong cuộc sống của Wiseau, chẳng hạn như chi tiết về cách Johnny đi đến San Francisco và gặp Lisa, hay bản chất của tình bạn giữa Johnny và Mark. Theo Sestero, nhân vật Lisa dựa trên khuôn mẫu là tình cũ của Wiseau. Ông từng định cầu hôn cô gái này với chiếc nhẫn đính hôn bằng kim cương trị giá 1.500 USD, nhưng vì bị "phản bội" quá nhiều lần nên mối quan hệ của họ sau đó đã chấm dứt. Với việc định nghĩa kịch bản phim như một "lời cảnh báo về những nguy cơ tiềm ẩn trong các mối quan hệ bạn bè", Sestero đã mô tả The Room là "những chiêm nghiệm cuộc sống của Tommy về sự tương tác giữa người với người", đồng thời đề cập đến lòng tin, nỗi sợ hãi và sự thật.
Về chỉ đạo, đạo diễn và diễn xuất, Wiseau cố gắng bắt chước Orson Welles, Clint Eastwood, Marlon Brando và James Dean, đặc biệt là phần diễn xuất của Dean trong phim điện ảnh Giant (1956) và đi xa hơn là việc sử dụng trực tiếp các trích dẫn từ tác phẩm của họ – nổi bật là câu thoại nổi tiếng "Em đang xé nát tôi, Lisa!" ("You are tearing me apart, Lisa!") có nguồn gốc từ một câu thoại tương tự do Dean thể hiện trong Rebel Without a Cause (1955).
MacDowell và Zborowski chỉ ra rằng The Room đã dân chủ hóa "thú vui khi trở thành nhà phê bình, do bộ phim ngang nhiên phá vỡ những quy tắc cơ bản nhất của một câu chuyện điện ảnh mạch lạc". Middlemost cho thấy quyền tác giả và chủ ý của Wiseau cũng là một phần không thể thiếu để khán giả thưởng thức khiếm khuyết trong phim. Tirosh so sánh sự cầu toàn của khán giả khi xem The Room với cách người đọc tiếp nhận tác phẩm thời trung cổ như truyện dân gian Iceland, và coi việc người xem hét vào màn hình tương tự như các công trình học thuật về những truyện trung cổ này.

### Sự thiếu nhất quán và sai sót trong nội dung phim
Kịch bản phim có nhiều sự chuyển biến về mặt tâm lý cùng những tính cách khó hiểu ở các nhân vật. Khi nhắc đến điều này, Sestero đã nhấn mạnh đến hai phân cảnh cụ thể. Phân cảnh đầu tiên là khi Johnny bước vào sân thượng với tâm trạng tức giận vì bị buộc tội oan là người bạo hành gia đình nhưng đột ngột trở nên vui vẻ khi nhìn thấy Mark; cũng sau đó, anh bật cười một cách vô cớ khi biết rằng một người bạn của Mark bị đánh đập dã man. Phân cảnh ví dụ thứ hai, xảy ra ở phần sau của bộ phim, khi Mark đang cố gắng giết Peter bằng cách đẩy anh xuống từ tầng thượng sau khi Peter nghi ngờ rằng Mark đang ngoại tình với Lisa; tuy nhiên, chỉ vài giây sau, Mark đã kéo Peter trở lại từ mép mái nhà, xin lỗi và cả hai tiếp tục cuộc trò chuyện trước đó như chưa có chuyện gì xảy ra. Trên trường quay, Sestero và người giám sát kịch bản Sandy Schklair đã liên tục cố gắng thuyết phục Wiseau rằng không nên sắp xếp lời thoại cùng hành động như một bộ phim hài, nhưng Wiseau từ chối và tiếp tục sử dụng đúng như ban đầu.
Bên cạnh các lỗi trong tính cách nhân vật xuất hiện đầy rẫy và liên tục, bộ phim còn bao gồm nhiều tuyến truyện cũng như tâm lý nhân vật mâu thuẫn, không liên kết với nhau. Cụ thể, trong một cảnh ở đầu phim, khi đang trò chuyện về việc lên kế hoạch tổ chức tiệc sinh nhật cho Johnny, Claudette đã nói với Lisa: "Mẹ đã nhận lại kết quả xét nghiệm. Mẹ chắc chắn bị ung thư vú". Vấn đề này sau đó bị bỏ qua và không bao giờ xuất hiện trong suốt phần còn lại của bộ phim. Tương tự, khán giả cũng sẽ không bao giờ biết được các chi tiết xung quanh khoản nợ liên quan đến ma túy của Denny với Chris-R, hoặc điều gì đã dẫn đến màn đối đầu đầy bạo lực của họ trên mái nhà.
Ngoài việc là bạn của Johnny thì lý lịch của Mark cũng không được tiết lộ. Từ lần đầu tiên xuất hiện trên phim, nhân vật đã tự tuyên bố mình là một người "rất bận rộn" khi ngồi trong chiếc ô tô đang đỗ vào giữa trưa mà không có lời giải thích cụ thể nào về nghề nghiệp cũng như những gì anh đang làm. Trong The Disaster Artist, Sestero cho biết anh đã tạo ra một câu chuyện nền cho nhân vật mà trong đó Mark sẽ là một phó thám tử ẩn danh, điều mà Sestero cảm thấy phù hợp nhất với một số khía cạnh khác biệt trong tính cách của Mark, bao gồm cả việc sử dụng cần sa; sự thay đổi thất thường về tâm trạng cũng như cách xử lý sự cố Chris-R của nhân vật. Tuy nhiên sau đó Wiseau đã bác bỏ việc thêm bất kỳ tuyến truyện nào về quá khứ của Mark vào kịch bản.
Cũng tại một cảnh những nhân vật nam chính mặc tuxedo tụ tập trong con hẻm phía sau căn hộ của Johnny để chơi bóng bầu dục, khi Mark đến, máy quay từ từ phóng to vào khuôn mặt nhẵn râu của anh trong khi phần nhạc nền kịch tính phát ra. Không có gì xảy ra trong cảnh này và cảnh quay cũng không có bất kỳ ảnh hưởng nào đến cốt truyện. Cảnh quay sau đó đột ngột kết thúc khi các nhân vật quyết định quay trở lại căn hộ của Johnny sau khi Peter vấp ngã. Tương tự như hầu hết các tình tiết phụ khác của phim, phân cảnh này không bao giờ được đề cập đến xuyên suốt thời lượng còn lại của tác phẩm. Wiseau đã nhận rất nhiều câu hỏi về phân cảnh trên mà ông quyết định sẽ giải quyết nó trong chuyên mục Hỏi & Đáp có tại bản phát hành DVD. Tuy nhiên, thay vì giải thích, Wiseau chỉ nói rằng chơi bóng bầu dục khi không mang thiết bị bảo hộ thích hợp thật vui và đầy thử thách. Sestero cũng đã được hỏi về tầm quan trọng của phân cảnh Mark cạo râu, tuy vậy câu trả lời duy nhất của anh trong suốt vài năm chỉ là "ước gì có người biết được". Anh cũng cho biết trong The Disaster Artist rằng Wiseau bắt anh cạo râu trên phim trường chỉ để Wiseau có cớ cho Johnny gọi Mark là "Babyface", biệt danh riêng của Wiseau dành cho Sestero. Và vì không thể giải thích lý do cho sự xuất hiện của cảnh phim trên, nhiều nhà bình luận phim chỉ có thể gắn mác cho nó như là "nghệ thuật ngoại vi".

## Phát hành

### Quảng bá

Bảng quảng cáo phim đặt tại Đại lộ Highland, ngay phía bắc Đại lộ Fountain ở Hollywood trong suốt 5 năm.

Theo Sestero, Wiseau từng gửi bộ phim cho Paramount Pictures với hy vọng hãng nhận vai trò làm nhà phân phối. Thông thường sẽ mất khoảng hai tuần để một bộ phim có được phản hồi, tuy nhiên, The Room đã bị từ chối chỉ trong vòng chưa đầy 24 giờ. Cũng chính vì điều này, tác phẩm gần như chỉ được quảng bá thông qua một bảng quảng cáo duy nhất ở Hollywood, nằm trên Đại lộ Highland, ngay phía bắc Đại lộ Fountain với hình ảnh trên bảng quảng cáo mà Wiseau gọi là "Ác nhân" khi cho thấy cận cảnh khuôn mặt của chính ông với một mắt đang trũng xuống. Vào thời điểm phim ra mắt, áp phích trên đã khiến nhiều người đi đường tin rằng The Room thực sự là một bộ phim kinh dị. Wiseau cũng trả tiền cho một chiến dịch truyền hình và báo in nhỏ tại địa phương Los Angeles và thuê nhà báo Edward Lozzi trong nỗ lực nhằm quảng bá và phân phối bộ phim.
Mặc dù không đạt được thành công ngay lập tức, Wiseau đã trả tiền để duy trì bảng quảng cáo cho bộ phim trong hơn 5 năm, với chi phí 5.000 USD một tháng. Với hình ảnh kỳ lạ và tuổi thọ của áp phích đã khiến nó trở thành một điểm thu hút khách du lịch nhỏ. Khi được hỏi làm cách nào mà ông có đủ khả năng để giữ bảng quảng cáo lâu như vậy ở một vị trí khá nổi bật, Wiseau đã trả lời rằng vì ông thích thế và cũng vì ông thích vị trí đặt bảng, nếu phim không chiếu nữa thì vẫn sẽ bán DVD.

### Đánh giá chuyên môn
The Room được công chiếu lần đầu vào ngày 27 tháng 6 năm 2003 tại rạp Laemmle Fairfax và Fallbrook ở Los Angeles. Wiseau đã sắp xếp một buổi chiếu cho dàn diễn viên và báo chí tại một trong những địa điểm trên, thuê đèn chiếu để ngồi trước rạp và tới tham dự buổi chiếu bằng xe limousine. Người mua vé sẽ được tặng bản CD nhạc phim miễn phí. Sau khi buổi công chiếu kết thúc, nữ diễn viên Robyn Paris cho biết khán đã giả cười nhạo bộ phim và phóng viên Scott Foundas của Variety, người cũng có mặt tại sự kiện, sau đó viết rằng bộ phim khiến "hầu hết người xem yêu cầu trả lại tiền – thậm chí còn trước cả khi 30 phút phim chưa trôi qua". IFC.com mô tả giọng nói của Wiseau trong phim "[...] như một Borat (Magaret Sagdiyev) đang cố gắng giả giọng Christopher Walken đóng vai bệnh nhân tâm thần". The Guardian thì mô tả bộ phim là sự kết hợp của "Tennessee Williams, Ed Wood và Trapped in the Closet của R. Kelly".
The Room sau đó đã bị các nhà phê bình nhất trí cho điểm thấp do những yếu kém về diễn xuất (đặc biệt là Wiseau), kịch bản, lời thoại, giá trị sản xuất, chỉ đạo và kỹ thuật quay phim. Bộ phim cũng được một số ấn phẩm tạp chí mô tả là một trong những bộ phim tệ nhất từng được thực hiện. Trên Metacritic, phim có điểm trung bình là 9 trên 100 dựa trên 5 nhà phê bình, cho thấy "điểm đánh giá thấp áp đảo". Bất chấp sự coi thường từ các nhà phê bình, bộ phim vẫn nhận được những tán thưởng mỉa mai từ khán giả vì sự thiếu sót trong câu chuyện, với một nhà phê bình đã gọi nó là "bộ phim tệ hay nhất từ trước đến nay" hay "Citizen Kane của phim dở".

Trong năm 2013, Adam Rosen đã viết một bài báo trên The Atlantic có tựa đề "Should Gloriously Terrible Movies Like The Room Be Considered 'Outsider Art'?", nơi ông đưa ra lập luận rằng "Cái mác 'nghệ thuật ngoại vi' chỉ thường được áp dụng cho các tác phẩm của họa sĩ và nhà điêu khắc... thế nhưng sẽ thật khó hiểu nếu không thể dùng tiêu chí này cho phim của Wiseau". Cũng tại một cuộc phỏng vấn năm 2017 với Vox, đồng tác giả cuốn hồi ký The Disaster Artist Tom Bissell đã đưa ra cảm nhận của ông về The Room, cũng như khẳng định giá trị của tác phẩm qua thời gian:
Đây như thể là một tác phẩm được làm ra bởi người ngoài hành tinh chưa bao giờ xem bất kỳ bộ phim nào nhưng lại được giải thích cặn kẽ về điện ảnh. [...] Đối với tôi, The Room đã xóa mờ lằn ranh giữa tốt và xấu. Tôi có nghĩ đó là một bộ phim hay không? Không. Tôi có nghĩ rằng đó là một bộ phim đủ sức nặng để đưa tôi lên tầm cao mới về nghệ thuật không? Tuyệt đối không. Nhưng tôi không thể nói nó tệ vì nó rất dễ xem. Nó vô cùng dí dỏm. Nó đã đem lại cho tôi rất nhiều niềm vui. Làm sao một thứ tồi tệ lại có thể đem lại những điều đó cho tôi cơ chứ?

### Suất chiếu lúc nửa đêm

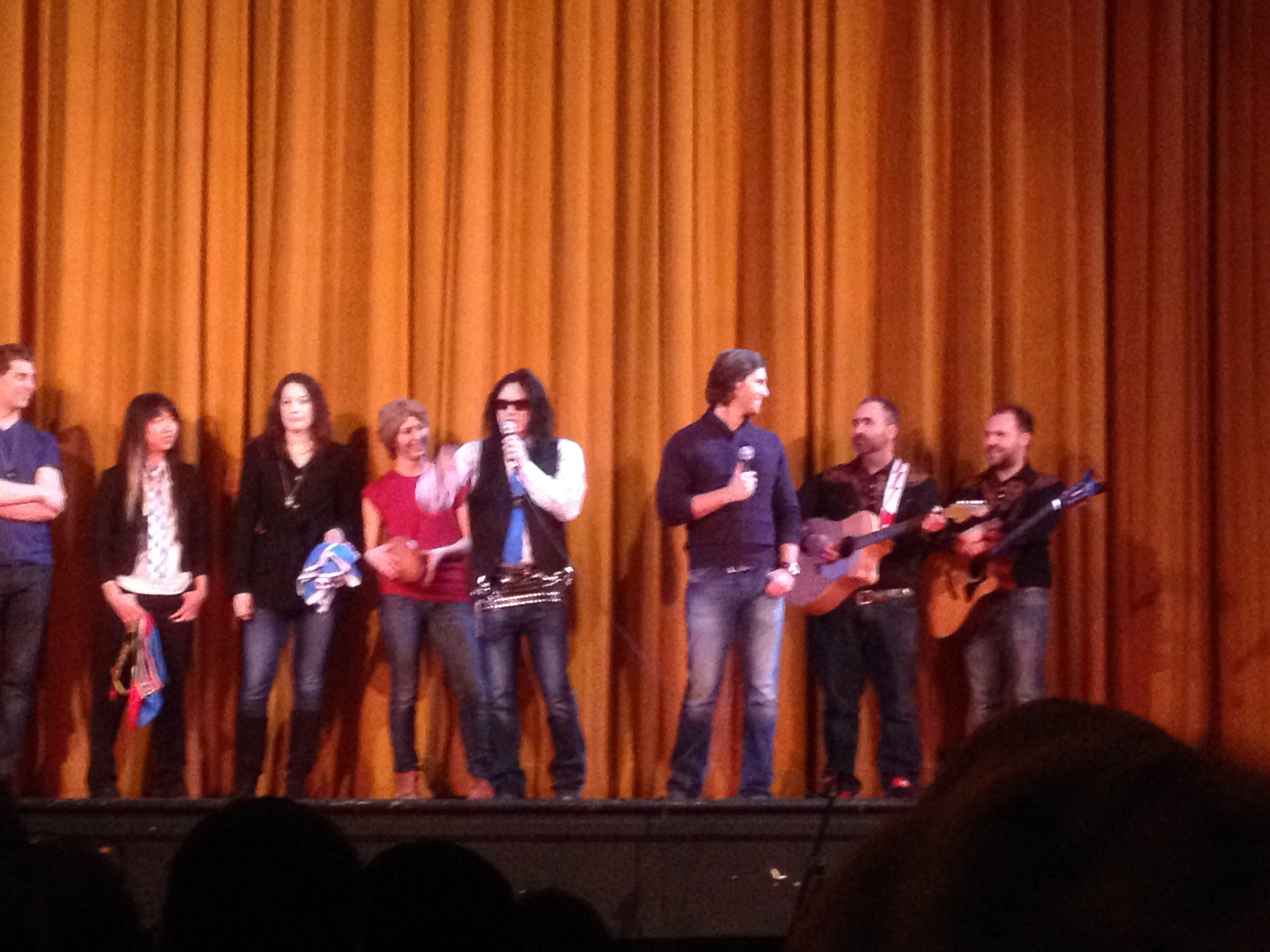
Tommy Wiseau và Greg Seresto đang trả lời câu hỏi từ người hâm mộ tại một suất chiếu phim lúc nửa đêm.

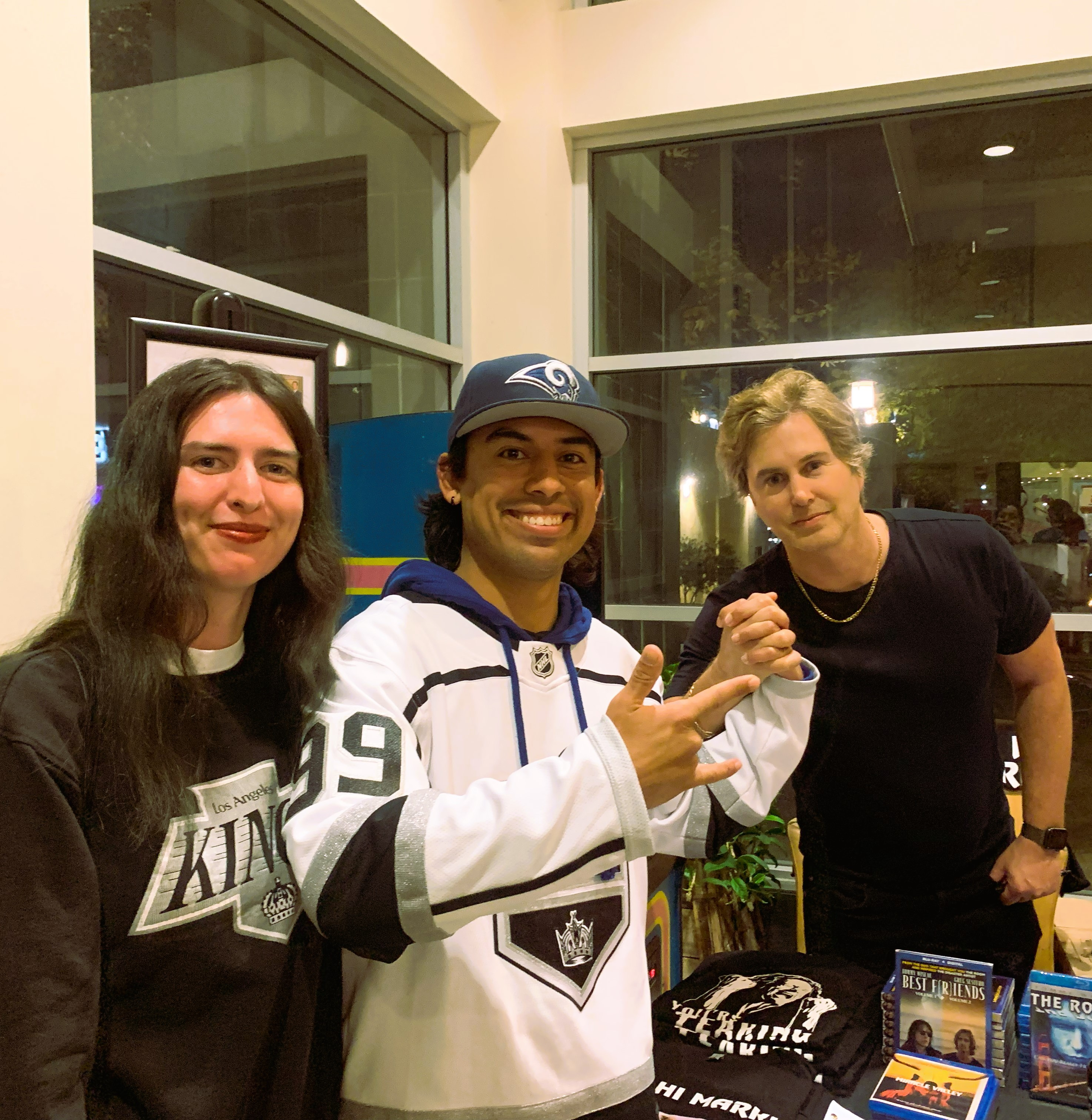
Sestero tạo dáng với người hâm mộ, trước thềm suất chiếu nửa đêm của The Room năm 2024.

The Room đã chiếu ở Laemmle Fairfax và Fallbrook trong hai tuần tiếp theo, thu về tổng cộng 1.800 USD (tương đương 2.673 USD vào năm 2020) trước khi bị rút khỏi rạp. Vào cuối thời gian phát hành của tuần thứ hai, rạp Laemmle Fallbrook đã trưng bày hai tấm biển ở bên trong cửa sổ bán vé phim: một tấm biển ghi "KHÔNG HOÀN TIỀN" và tấm biển khác trích dẫn lời giới thiệu từ đánh giá trước đó: "Xem phim này như là bị dao đâm vào đầu". Trong một buổi chiếu vào tuần kế tiếp, một trong số ít khán giả tham dự là Michael Rousselet của 5-Second Films đã tìm thấy sự hài hước vô tình trong lời thoại cũng như giá trị sản xuất nghèo nàn của phim. Sau đó Rousselet bắt đầu khuyến khích bạn bè tham gia các buổi chiếu phim trong 3 ngày cuối cùng để chế giễu bộ phim và khởi động một chiến dịch truyền miệng dẫn đến khoảng 100 người đã tham dự suất chiếu cuối cùng của tác phẩm. Rousselet và bạn bè của anh đã xem bộ phim bốn lần trong ba ngày, từ đó tạo nên truyền thống xem phim của The Room cùng với một số thói quen khác như ném thìa và ném bóng, hay hóa trang thành nhân vật trong phim.
Sau khi The Room rút khỏi các rạp, những người tham dự buổi chiếu cuối cùng ngày hôm đó đã bắt đầu gửi email cho Wiseau để nói với ông rằng họ thích bộ phim như thế nào. Phấn khích với số lượng thư ủng hộ mà ông nhận được, Wiseau đặt một suất chiếu duy nhất vào lúc nửa đêm của The Room vào tháng 6 năm 2004; thành công của suất chiếu này là tiền đề để Wiseau đặt tiếp suất chiếu thứ hai vào tháng 7 và thứ ba vào tháng 8. Những suất chiếu trên thậm chí còn thành công hơn nữa, sau đó các suất chiếu hàng tháng vào thứ Bảy cuối cùng của tháng đã được tổ chức và liên tục cháy vé cho đến khi rạp bị bán vào năm 2012. Wiseau cũng thường xuyên xuất hiện tại các buổi chiếu phim này và giao lưu, chụp ảnh cùng người hâm mộ. Vào kỷ niệm 5 năm ngày công chiếu phim lần đầu, tất cả suất chiếu đã hết sạch vé tại Sunset 5 và cả Tommy Wiseau và Greg Sestero đều thực hiện phỏng vấn sau đó. Bộ phim ngoài ra còn được giới thiệu trong chuyến lưu diễn Range Life năm 2008, cũng như mở rộng suất chiếu nửa đêm ra một số thành phố khác. Những người hâm mộ nổi tiếng của bộ phim bao gồm Paul Rudd, David Cross, Will Arnett, Patton Oswalt, Tim Heidecker, Eric Wareheim, Seth Rogen, Kristen Bell, James và Dave Franco. The Room cuối cùng trở nên nổi tiếng toàn cầu, với việc Wiseau sắp xếp các suất chiếu trên khắp Hoa Kỳ cùng với Canada, Scandinavia, Vương quốc Anh, Úc và New Zealand. Năm 2015, Wiseau đã bày tỏ sự quan tâm đến việc phát hành The Room tại châu Á; dự định trên trở thành hiện thực vào tháng 1 năm 2018, phim chính thức công chiếu tại Hồng Kông sau khi một nhóm người hâm mộ thành công mua được bản quyền phân phối. The Room tiếp tục phát hành tại Đài Loan tháng 4 cùng năm, trong khuôn khổ Liên hoan phim kỳ ảo Kim Mã 2018.
Cho đến nay, The Room vẫn được công chiếu đều đặn tại nhiều quốc gia trên thế giới, với nhiều suất chiếu như sự kiện hàng tháng. Chỉ riêng Rạp Mayfair ở Ottawa, Canada, tính đến tháng 4 năm 2016 bộ phim đã trình chiếu trong suốt 80 tháng liên tiếp. Những người hâm mộ khi xem phim thường hóa trang thành các nhân vật yêu thích của họ, ném những chiếc thìa nhựa liên quan đến bức ảnh chiếc thìa được đóng khung không rõ nguyên nhân trên bàn trong bối cảnh phòng khách của Johnny, ném bóng bầu dục cho nhau từ khoảng cách ngắn và hét lên những lời bình luận xúc phạm về chất lượng của bộ phim cũng như lời thoại từ các nhân vật. Wiseau từng tuyên bố rằng mục đích cho những suất chiếu này là giúp khán giả tìm thấy tiếng cười trong phim, mặc dù nhiều người vẫn chỉ coi đây là một tác phẩm kém chất lượng.

### Phương tiện gia đình
The Room đã được phát hành dưới định dạng DVD vào ngày 4 tháng 11 năm 2003 và Blu-ray vào tháng 12 năm 2012. Các phương tiện bổ sung đi kèm DVD bao gồm một bài phỏng vấn Wiseau với người đặt câu hỏi là Greg Sestero đứng bên ngoài màn hình. Khung cảnh cuộc phỏng vấn cho thấy Wiseau ngồi ngay trước lò sưởi và bên cạnh là một tấm áp phích sân khấu đóng khung lớn của bộ phim. Một số câu trả lời của Wiseau đã được lồng tiếng vào, mặc cho phần lồng tiếng này không khớp với khẩu hình miệng của ông. Wiseau cũng không trả lời được một số câu hỏi mà thay vào đó đưa ra những câu trả lời ngẫu nhiên và không theo thứ tự.
Cũng giống với phiên bản DVD, định dạng Blu-ray còn có thêm một phương tiện bổ sung khác là bộ phim tài liệu theo phong cách tường thuật miêu tả quá trình tạo ra The Room. Phim tài liệu này không có lời dẫn, rất ít đối thoại và chỉ có một cảnh phỏng vấn với diễn viên Carolyn Minnott, trong đó chủ yếu phần lớn là các đoạn phim mà đoàn phim đang chuẩn bị quay.
Wiseau sau đó đã công bố kế hoạch vào tháng 4 năm 2011 cho một phiên bản 3D của The Room, được quét từ âm bản 35mm. The Room cũng được Wiseau đăng tải trên kênh YouTube của ông vào ngày 21 tháng 9 năm 2018, nhưng bị xóa chỉ một ngày sau đó.

### Kỷ niệm 20 năm phát hành
Vào 27 tháng 6 năm 2023, công ty Fathom Events đã tổ chức tái chiếu The Room nhằm kỷ niệm 20 năm ngày phim ra rạp. Các buổi chiếu diễn ra trên toàn quốc sẽ đi kèm với màn giới thiệu độc quyền của Wiseau, nói về di sản từ bộ phim.

## The Disaster Artist
Vào tháng 6 năm 2011, có nguồn tin xác nhận rằng Sestero đã ký hợp đồng với nhà xuất bản Simon & Schuster để viết một cuốn sách dựa trên trải nghiệm làm The Room của anh với tựa đề The Disaster Artist. Cuốn sách xuất bản vào tháng 10 năm 2013, sau đó được chuyển thể thành sách nói với giọng đọc của Sestero vào tháng 5 năm 2014. Tháng 11 năm 2014, The Disaster Artist đã giành giải "Sách phi hư cấu hay nhất " tại Giải thưởng Báo chí Nghệ thuật và Giải trí Quốc gia (Hoa Kỳ).
Kế hoạch sản xuất bộ phim chuyển thể từ hồi ký The Disaster Artist, với Seth Rogen sản xuất và James Franco đạo diễn, đã được công bố vào tháng 2 năm 2014. Bộ phim có sự tham gia của Franco trong vai Wiseau và anh trai Dave Franco trong vai Sestero, với kịch bản do các biên kịch Scott Neustadter và Michael H. Weber chấp bút. Ngày 15 tháng 10 năm 2015, Rogen xác nhận sẽ đóng vai phụ (Sandy Schklair), và quay phim Brandon Trost đảm nhận vai trò DP cho dự án. Ngày 29 tháng 10, Warner Bros. và New Line Cinema thông báo sẽ làm nhà phân phối tác phẩm. Quá trình quay phim bắt đầu từ ngày 7 tháng 12 cùng năm. Một phiên bản cắt ngắn của phim đã công chiếu tại Liên hoan South by Southwest vào tháng 3 năm 2017, trước khi bản chính thức phát hành rộng rãi ngày 8 tháng 12 năm 2017. The Disaster Artist mở màn với doanh thu phòng vé "ấn tượng" và đã được đề cử Giải Oscar 2018 cho Kịch bản chuyển thể xuất sắc nhất.

## Các phương tiện khác

### Sách
Bên cạnh The Disaster Artist, cuốn hồi ký về phim mang tên Yes, I Directed The Room: The Truth About Directing the "Citizen Kane of Bad Movies", do Schklair viết cũng đã xuất bản vào ngày 4 tháng 12 năm 2017, trong đó một lần nữa tác giả khẳng định mong muốn được công nhận là đạo diễn của bộ phim.

### Phim
Một bộ phim tài liệu của Canada có tựa đề Room Full of Spoons, do Rick Harper đạo diễn đã công chiếu vào tháng 4 năm 2016. Tuy nhiên, phim sớm bị rút khỏi rạp cùng với việc phát hành The Disaster Artist bị cản trở khi Wiseau đâm đơn kiện, buộc tội vi phạm bản quyền và phỉ báng cá nhân. Cuối cùng, thẩm phán Paul Schabas của Tòa án Thượng thẩm Ontario đã bác bỏ vụ kiện của Wiseau vào năm 2020 cũng như yêu cầu ông phải trả cho các nhà làm phim gần 1 triệu CAD tiền bồi thường thiệt hại.
Năm 2023, một bản làm lại The Room, với Bob Odenkirk thủ vai Tommy Wiseau, được thông báo đang ở trong giai đoạn hậu kỳ.

### Trò chơi điện tử
Vào ngày 3 tháng 9 năm 2010, chủ sở hữu của Newgrounds, Tom Fulp đã phát hành một trò chơi điện tử chuyển thể không chính thức mang tên The Room Tribute, được chơi dưới dạng một trò chơi phiêu lưu phong cách 16-bit với lối chơi hoàn toàn theo góc nhìn từ Johnny. Đồ họa của trò chơi được thiết kế bởi Jeff "JohnnyUtah" Bandelin, với âm nhạc do Chris O'Neill chuyển soạn từ phần nhạc phim của Mladen Milicevic.

### Trình diễn trực tiếp
Vào ngày 10 tháng 6 năm 2010, Trung tâm Văn hóa và Nhà hát AFI Silver đã trình chiếu một vở kịch sân khấu dựa trên kịch bản gốc của bộ phim, trong đó Wiseau diễn lại vai Johnny của mình cùng với Sestero trong vai Mark.
Năm 2011, Wiseau đã đề cập đến kế hoạch chuyển thể bộ phim thành một vở nhạc kịch ở Broadway, trong đó ông chỉ xuất hiện tại đêm khai mạc: "Nó sẽ tương tự như những gì bạn thấy trong phim, ngoại trừ việc đó là một vở nhạc kịch với hơn 10 "Johnny" cùng nhảy, múa và cười... Tôi sẽ tham gia với tư cách là một Johnny duy nhất". Cũng trong một cuộc phỏng vấn năm 2016, Wiseau đã đề cập đến kế hoạch một lần nữa, mô tả ý tưởng của ông về một vở "nhạc kịch hài".

### Phim chiếu mạng
Vào ngày 21 tháng 10 năm 2014, Robyn Paris đã khởi động một chiến dịch trên Kickstarter nhằm tăng ngân sách cho loạt phim tài liệu chiếu mạng hài giả tưởng của cô mang tên The Room Actors: Where Are They Now? A Mockumentary. Chiến dịch huy động được 31.556 USD từ 385 người ủng hộ. Mặc dù có một số diễn viên trong phim gốc ban đầu xuất hiện trong loạt phim, Wiseau, Sestero và Holmes đã không tham gia. Bộ phim được công chiếu lần đầu tại Liên hoan phim Raindance lần thứ 24 vào ngày 30 tháng 9 năm 2016 và trên trang web Funny or Die ngày 30 tháng 11 năm 2017.

### Nhạc kịch
Một vở nhạc kịch châm biếm do người hâm mộ thực hiện có tên OH HAI!: The Rise of Chris-R do Tony Orozco và Peter Von Sholly viết kịch bản đã được phát hành trên SoundCloud vào ngày 27 tháng 7 năm 2017. Tác phẩm dựa trên cốt truyện gốc của bộ phim nhưng đặc biệt có thêm phần mở rộng về nhân vật Denny và mối quan hệ của anh với Chris-R.
Vào năm 2018, Oh Hi, Johnny! 'Room'sical Parody' đã công chiếu lần đầu tại Liên hoan phim Orlando Fringe do Bryan Jager và Alex Syiek viết kịch bản. Chương trình sau đó được tổ chức tại Liên hoan Sân khấu Nhạc kịch Chicago vào tháng 2 năm 2019.

## Trong văn hóa đại chúng
Một chương trình hài kịch mang tên Tim and Eric Awesome Show, Great Job! phát sóng trên kênh Adult Swim đã mời Wiseau đến tham gia với tư cách là khách mời trực tiếp (đóng vai Pig Man) trong số ngày 9 tháng 3 năm 2009, với tựa đề "Tommy". Adult Swim cũng phát lại bộ phim ba lần từ năm 2009 đến năm 2011 trong khuôn khổ chương trình Ngày Cá tháng Tư của họ. Ngày 18 tháng 6 năm 2009, RiffTrax phát hành phần bình luận The Room do Michael John Nelson, Bill Corbett và Kevin Murphy làm người bình luận. Phần bình luận đã xuất hiện trong một buổi biểu diễn trực tiếp của RiffTrax vào ngày 6 tháng 5 năm 2015 và được chiếu tại 700 rạp trên khắp Hoa Kỳ và Canada. Bài bình luận trên cũng chiếu lại một lần nữa vào ngày 28 tháng 1 năm 2016 như là một phần của Best of RiffTrax Live. Trong DVD My Weakness Is Strong năm 2009, diễn viên hài Patton Oswalt đã nhại lại The Room bằng một đoạn quảng cáo giả. Đoạn quảng cáo nhại này cũng có sự góp mặt của Jon Hamm.
The Room đã bị chế giễu trong loạt chương trình hài Nostalgia Critic, trong đó nêu bật diễn xuất và kịch bản tệ hại của bộ phim, nhưng lại khuyến khích khán giả xem nó: "Đây thực sự là một trong những phim bạn phải xem thì mới có thể tin được". Tuy nhiên video đã bị gỡ xuống vì có khiếu nại về vi phạm bản quyền từ Wiseau-Films. Vài ngày sau, tập phim trên được thay thế bằng một đoạn video ngắn có tiêu đề "The Tommy Wi-Show", trong đó người dẫn chương trình Doug Walker hóa trang thành Wiseau và chế giễu các hành động pháp lý bị đe dọa. Bài đánh giá chính sau đó được phục hồi. Cả Greg Sestero and Juliette Danielle đều đánh giá cao bài phê bình; Sestero đã xuất hiện với tư cách khách mời trên Nostalgia Critic trong tập phim "Dawn of the Commercials". Cả Wiseau và Sestero về sau cũng góp mặt trong các tập riêng biệt trên chương trình trò chuyện của Walker, Shut Up and Talk.
Năm 2011, Greg DeLiso và Peter Litvin đăng tải một video trên YouTube có tựa đề The Room Rap, kể về quá trình sản xuất của The Room và chế giễu những điểm yếu kém như diễn xuất và kịch bản phim thông qua rap. Bản rap này được liệt kê vào danh sách tham khảo trong cuốn hồi ký của Greg Sestero. Năm 2015, Sestero đóng vai chính trong bộ phim Dude Bro Party Massacre III của đạo diễn Michael Rousselet, là một bệnh nhân F0 bị nhiễm bệnh sau khi xem The Room. Cũng trong truyện tranh Marvel phát hành năm 2016 Spider-Man/Deadpool # 12, nhân vật Đại úy Marvel (Carol Danvers) đã nhận món quà Giáng sinh là bản sao DVD của The Room từ Deadpool, nhưng lại phàn nàn rằng cô thực sự muốn Room, với sự tham gia của Brie Larson. Cô cũng tiếp tục nói rằng Tommy Wiseau thực sự là một tên tội phạm ngoài hành tinh bị truy nã bởi những Vệ binh dải Ngân Hà.
Vào ngày 5 tháng 7 năm 2015, trong chuyên mục tư vấn của Amy Dickinson Ask Amy, một lá thư chơi khăm đã được gửi đến, nêu lên nội dung The Room dưới dạng vấn đề cá nhân, với một số chi tiết giống trong phim từ cách gọi "vợ tương lai" hay chi tiết "bị ung thư vú" đến trích dẫn những câu thoại kinh điển như "Cô ấy đang xé nát tôi ra thành từng mảnh" ("She is tearing me apart"). Dickinson sau đó đã đề cập đến chuyện này trong một chương trình hài radio công cộng quốc gia, chương trình Wait Wait... Don't tell me! và tại chuyên mục của bà vào ngày 11 tháng 7 cùng năm. Tại truyện tranh trực tuyến xkcd số #1400 đăng ngày 28 tháng 7 năm 2014, tác giả đã so sánh một cách châm biếm giữa Wiseau và D. B. Cooper bằng sự tương đồng giữa tài sản, tuổi tác và giọng nói, từ đó suy đoán về nguồn gốc của Wiseau liệu có liên quan đến Cooper.